# استفن جی دابنر
استفان جی. دابنر (انگلیسی: Stephen J. Dubner) (متولد ۲۶ آگوست، ۱۹۶۳) نویسنده، روزنامه‌نگار و میزبان پادکست و رادیوست. او نویسندهٔ همکار کتاب مشهور فریکونومیکس و میزبان رادیوی فریکونومیکس است که ماهانه بیش از ۱۵ میلیون بارگیری و میلیون‌ها شنونده در ایستگاه‌های رادیویی در ایالات متحده دارد.

## زندگی و تحصیلات
او در ۱۹۶۳ در نیویورک متولد شد، وی جوان‌ترین فرزند بین ۸ فرزند خانواده بود.